# Diaspis uniglandulosa
Diaspis uniglandulosa är en insektsart som beskrevs av Alfred Serge Balachowsky och Michael D. Ferrero 1967. Diaspis uniglandulosa ingår i släktet Diaspis och familjen pansarsköldlöss.
Artens utbredningsområde är Guinea. Inga underarter finns listade i Catalogue of Life.